# Tête de cheval sassanide de Kerman

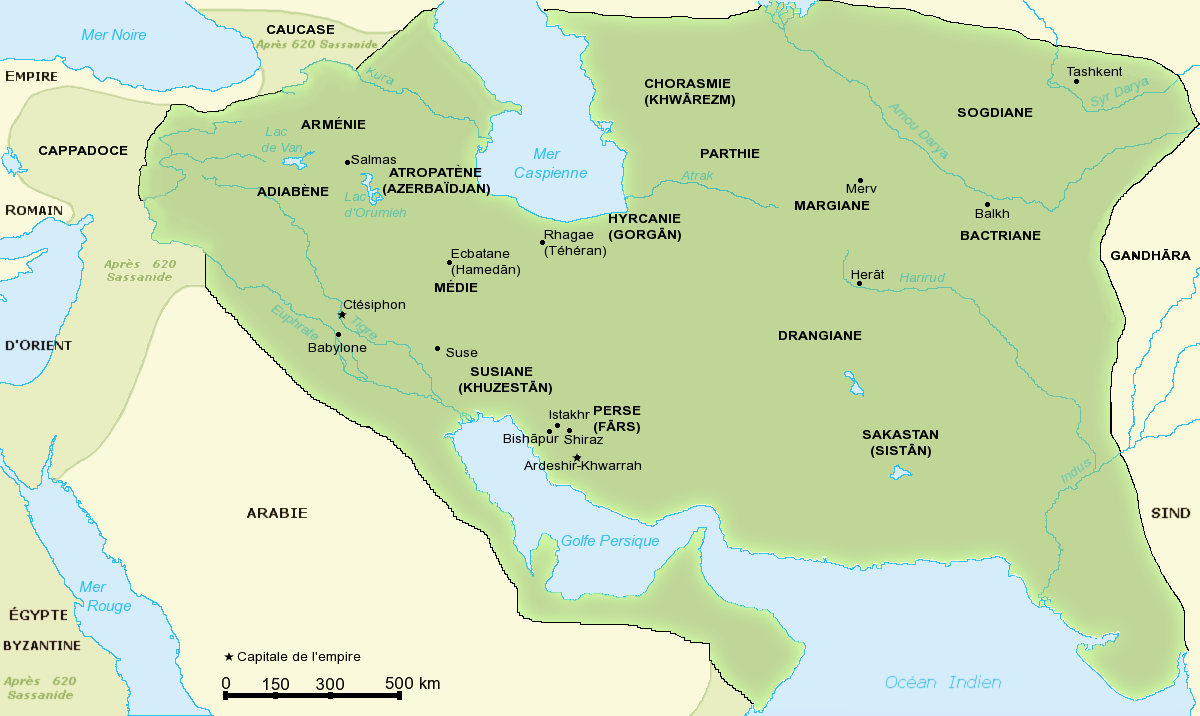
Carte qui détaille l'extension de l'Empire sassanide.

La Tête de cheval sassanide de Kerman, est une pièce d'argent doré élaborée au IVe siècle de notre ère par les orfèvres de l'empire Sassanide (en persan moyen, Erānshahr ou Iranshæhr).

## Découverte
La Tête de cheval sassanide a été trouvée aux alentours de la localité de Kerman, située en Iran. 

## Conservation
La tête de cheval est exposée en permanence au Département des Antiquités Orientales du Musée du Louvre, à Paris, depuis son acquisition par le musée en 1953.

## Sources
- Page sur la tête de cheval sassanide de Kerman du Musée du Louvre